# アラン・コーエン
アラン・コーエン (Alan Cohen) は、アメリカ合衆国のスピリチュアル系の著作家・セミナーリーダー、ホリスティックライフコーチ。ハワイ在住。
世界25か国で著書が発売しているベストセラー作家。ニューヨークタイムズの「心のチキンスープ」の共著者としても有名。親日家として知られ、来日は35回を超える。ホリスティック・ライフコーチの育成に力をそぞぎ、日本でも講座を毎年開催している。

## 邦訳された著作
- いつだって犬が幸せな理由〜みんなが忘れてしまった大切なこと（1998年4月 ベストセラーズ）
- 人生の答えはいつも私の中にある（2000年11月 ベストセラーズ）
- 神との交信〜そして私の人生は変わった（2002年11月 ベストセラーズ）
- 今日から人生が変わるスピリチュアル・レッスン〜本当の幸せと奇跡を引きよせる（2003年5月 ダイヤモンド社）
- 人生に奇跡が起こるスピリチュアル・ガイド〜本当に幸せな人が知っている52の法則（2004年11月 ダイヤモンド社）
- 「願う力」で人生は変えられる〜心からの願いと「内なる力」を知るスピリチュアル・ルール（2005年2月 ダイヤモンド社）
- ある成功者の秘密（2005年9月29日 ダイヤモンド社）
- 世界が変わる、ハートの魔法（2006年5月19日 ゴマブックス）
- 運命の人を引き寄せる10の法則〜本物の愛とソウルメイトを手に入れる（2008年2月16日 ダイヤモンド社）
- 魂の声に気づいたら、もう人生に迷わない（2010年4月20日 徳間書店）
- 頑張るのをやめると、豊かさはやってくる（2010年8月26日 PHP研究所）
- 求めるよりも、目覚めなさい（2011年7月1日 ダイヤモンド社）
- 大震災のメッセージ〜心の傷を癒し、日本人の役割に目覚めるヒント（2011年8月1日 ソフトバンククリエイティブ）
- 深呼吸の時間〜1分で心を充電するデイリー・レッスン （2011年10月11日 宝島社）
- 永遠の愛は存在する（2011年10月11日 PHP研究所）
- ザ・コンパス～喜びがすべての指針～（2013年普遊舎）
- 人生の答えはいつも私の中にある（上）（下）（KKベストセラーズ）
- 今までで一番優しい「奇跡のコース」（2016年フォレスト出版）
- 続・今までで一番優しい「奇跡のコース」（2016年フォレスト出版）

インタビューが掲載されている書籍
- 竹田和平『人とお金に好かれる「貯徳」体質になる!』（2009年5月16日 講談社）
- 龍&アニキ『人生が豊かになるハワイの賢人と大地からの言霊〜愛と許しのアロハ・スピリッツ』（武田ランダムハウスジャパン 2011年3月25日）